# リーマ駅
リーマ (Lima) は、ミラノ地下鉄1号線の駅の一つである。1964年に完成した。
駅は、ミラノのコムーネ内のコルソ・ブエノス・アイレスのほぼ中間点にあるリーマ広場（リマから名前を採った）にある。地下駅となっている。
駅ミラノ地下鉄の市内区間にある。